# Dominanta semantyczna
Dominanta semantyczna – najważniejszy element wiersza, konieczny do odczytania treści utworu. Termin stworzony przez Stanisława Barańczaka.
Dominanta semantyczna stanowi „klucz do treści” wiersza. To znaczeniowy lub formalny element, który jest najważniejszy, nieusuwalny i niezastępowalny. Może to być m.in. rym, wersyfikacja, składnia czy stylizacja językowa. Zadaniem tłumacza jest odnaleźć dominantę danego utworu i uczynić ją najważniejszym elementem przekładu. Usunięcie takiego elementu w procesie tłumaczenia pozbawia wiersz jego właściwej treści.
Dominanta semantyczna jest podstawą heurystycznego modelu tłumaczenia poezji, który Barańczak opisał w eseju „Mały, lecz maksymalistyczny manifest translatologiczny" (w: „Ocalone w tłumaczeniu”, 1992).